# 3 Pułk Przeciwlotniczy

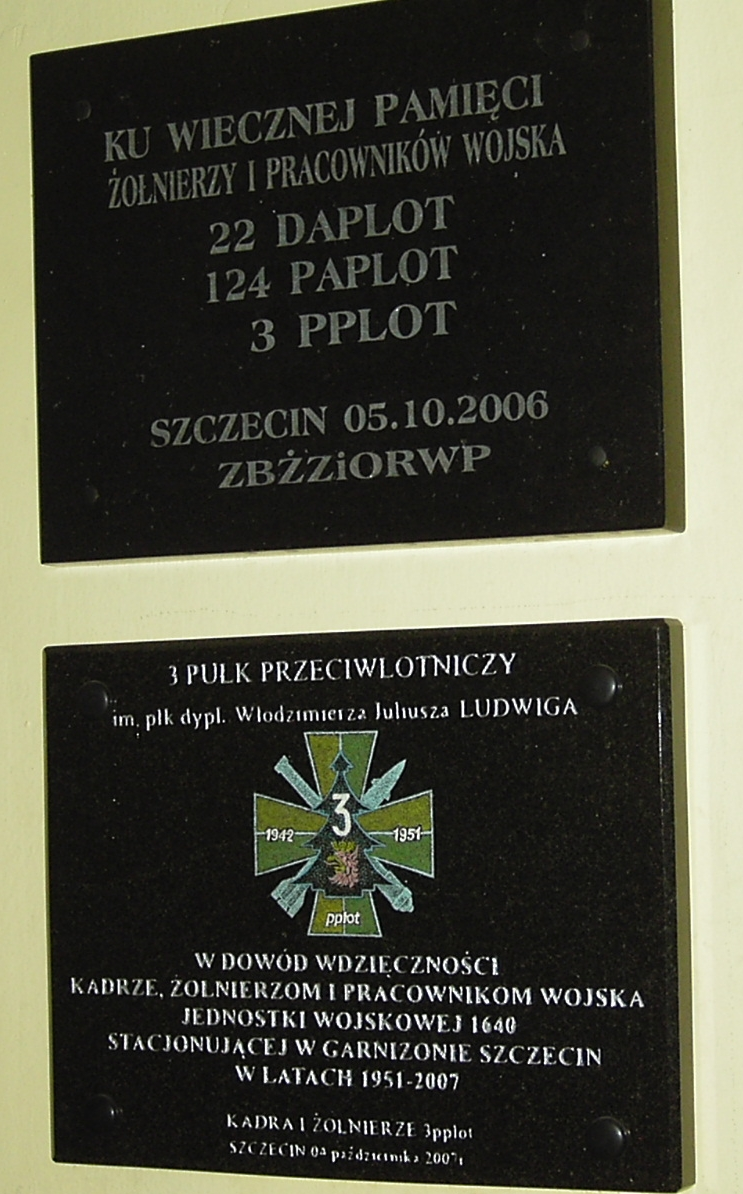
Tablica w kościele garnizonowym w Szczecinie

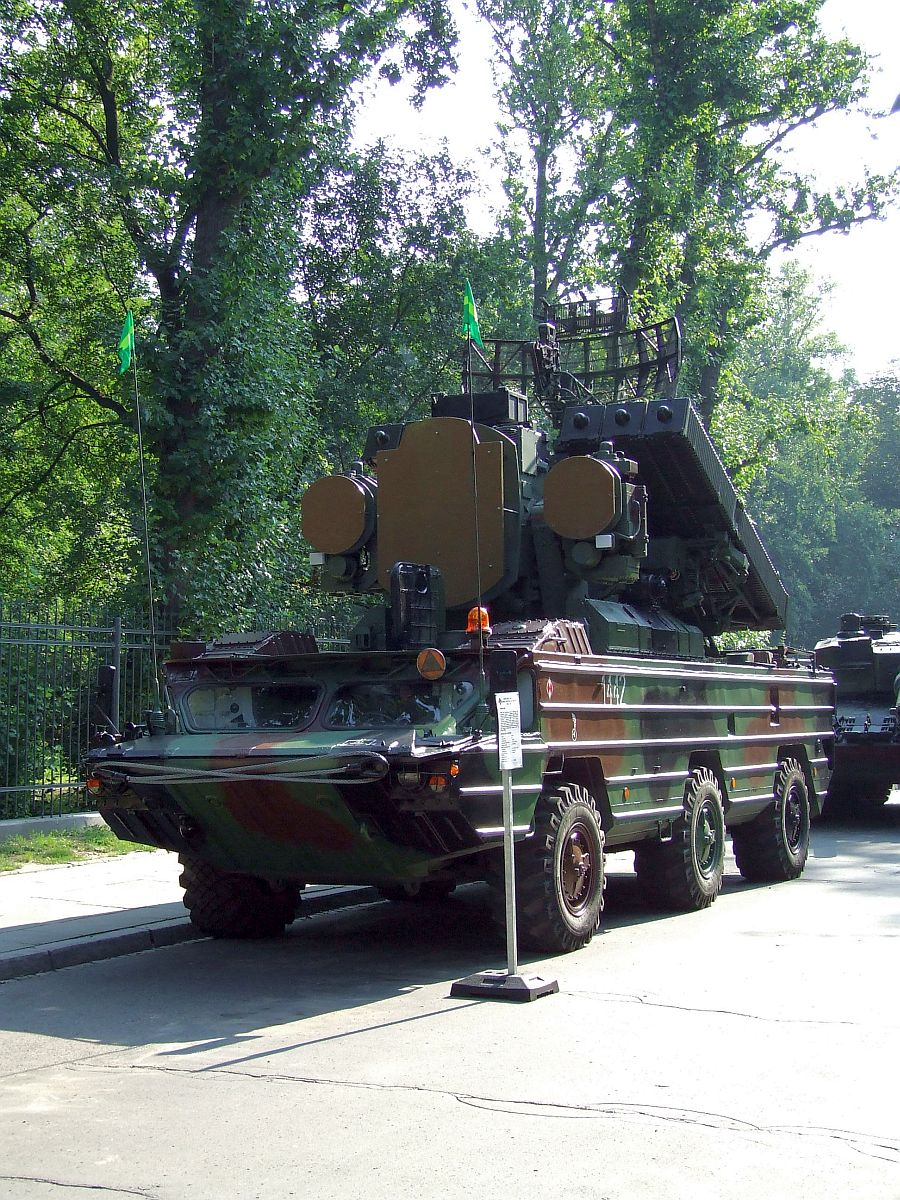
PRWB OSA

3 Pułk Przeciwlotniczy im. płk. Włodzimierza Ludwiga (3 pplot) – oddział Wojsk Obrony Przeciwlotniczej Sił Zbrojnych RP.
W roku 1995 124 pułk artylerii przeciwlotniczej, wchodzący w skład 12 Szczecińskiej Dywizji Zmechanizowanej, przemianowany został na 3 pułk przeciwlotniczy.
Do końca 2007 roku pułk stacjonował w garnizonie Szczecin, w kompleksie koszarowym przy ulicy Wojska Polskiego 252, choć jego przemieszczenie do garnizonu Koszalin rozpoczęło się w maju 2007 roku na podstawie decyzji ministra obrony narodowej, który w 2006 roku podjął decyzję o przeniesieniu jednostki do Koszalina. W 2008 roku wszystkie pododdziały znalazły się w nowym garnizonie, w koszarach przy ulicy 4 Marca 5. W tym samym kompleksie, co stacjonujący 8 pułk przeciwlotniczy. 
Z dniem 31 grudnia 2010 roku 3 pułk przeciwlotniczy został rozformowany, a jego pododdziały zostały włączone w struktury 8 pplot.

## Tradycje pułku
18 czerwca 1996 oddział otrzymał imię patrona - płk. dypl. Włodzimierza Ludwiga oraz przyjął dziedzictwo tradycji:
- 3 dywizjonu artylerii przeciwlotniczej (1924-1939)
- 3 Karpackiego pułku artylerii przeciwlotniczej (1942-1947)
- 22 dywizjonu artylerii przeciwlotniczej (1951-1955 i 1957-1967)
- 124 pułku artylerii przeciwlotniczej (1955-1957 i 1967-1995)

Równocześnie dzień 30 kwietnia ustanowiony został świętem pułku.

## Dowódcy pułku
- płk Wiesław Wolski (1988-1997)
- płk Zdzisław Antczak (1997-2003)
- płk Sławomir Kowalski (2003-2004)
- płk Piotr Kołacz (od 18 kwietnia 2005)
- płk Ryszard Krawiec (od sierpnia 2007 do kwietnia 2010)
- ppłk Marek Rakowski (od kwietnia 2010 do grudnia 2010)

## Struktura organizacyjna
Do roku 2001 pułk posiadał strukturę bateryjną. W roku 2001 przeszedł reorganizację - powstały dwa dywizjony przeciwlotnicze: 1 dplot - rakietowy oraz 2 dplot - artyleryjski. Jako jednostka dywizyjna, w odróżnieniu od samodzielnych pułków przeciwlotniczych Wojsk Lądowych, składał się z dwóch dywizjonów, pododdziału dowodzenia (bateria dowodzenia) oraz kompanii logistycznych (kompanie: remontowa, zaopatrzenia i medyczna).

## Uzbrojenie
Na uzbrojeniu i wyposażeniu oddziału znajdowały się:
- 9K33M3 "Osa-AKM"
- 23mm armaty przeciwlotnicze ZU-23-2
- ZUR-23
- stacja radiolokacyjna NUR-31
- stacja radiolokacyjna NUR-41
- stacja radiolokacyjna NUR-22
- stacja radiolokacyjna NUR-21
- ZSyDiKO ŁOWCZA/REGA
  - ZWD ŁOWCZA-3K
  - WD 2001 (REGA-1)
- RWŁC-10T
- ZWD-3